# Flaxieu
Flaxieu ist eine französische Gemeinde im Département Ain in der Region Auvergne-Rhône-Alpes. Sie gehört zum Kanton Belley im Arrondissement Belley. Die Bewohner nennen sich Flaxiolans.

## Geografie
Die Gemeinde Flaxieu liegt am Séran, sieben Kilometer nordöstlich von Belley. Sie grenzt im Norden an Ceyzérieu, im Nordosten an Culoz, im Osten an Lavours, im Süden an Pollieu, im Südwesten an Marignieu und im Nordwesten an Vongnes. Das Sumpfgebiet Marais de Lavours im Nordosten der Gemeinde ist als Naturschutzgebiet (Réserve naturelle) ausgewiesen.

## Bevölkerungsentwicklung
| Jahr                       | 1962 | 1968 | 1975 | 1982 | 1990 | 1999 | 2009 | 2021 |
| Einwohner                  | 72   | 67   | 47   | 49   | 53   | 50   | 60   | 64   |
| Quellen: Cassini und INSEE |      |      |      |      |      |      |      |      |

## Sehenswürdigkeiten
- Sainte-Fontaine, Monument historique: Springbrunnen mit galloromanischen Merkmalen aus dem 15. Jahrhundert
- Kirche Saint-Maurice, seit 1969 Monument historique

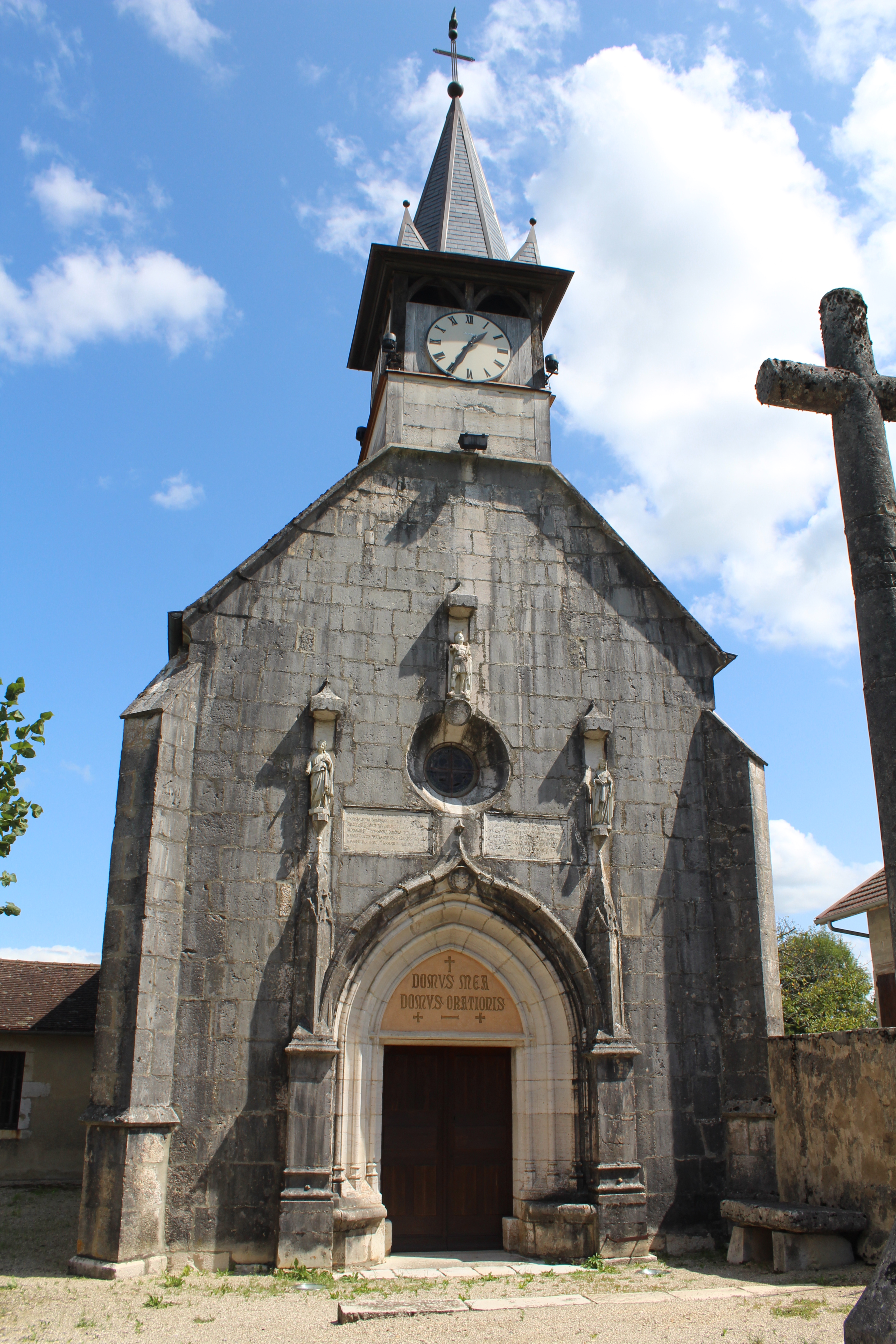
Kirche Saint-Maurice
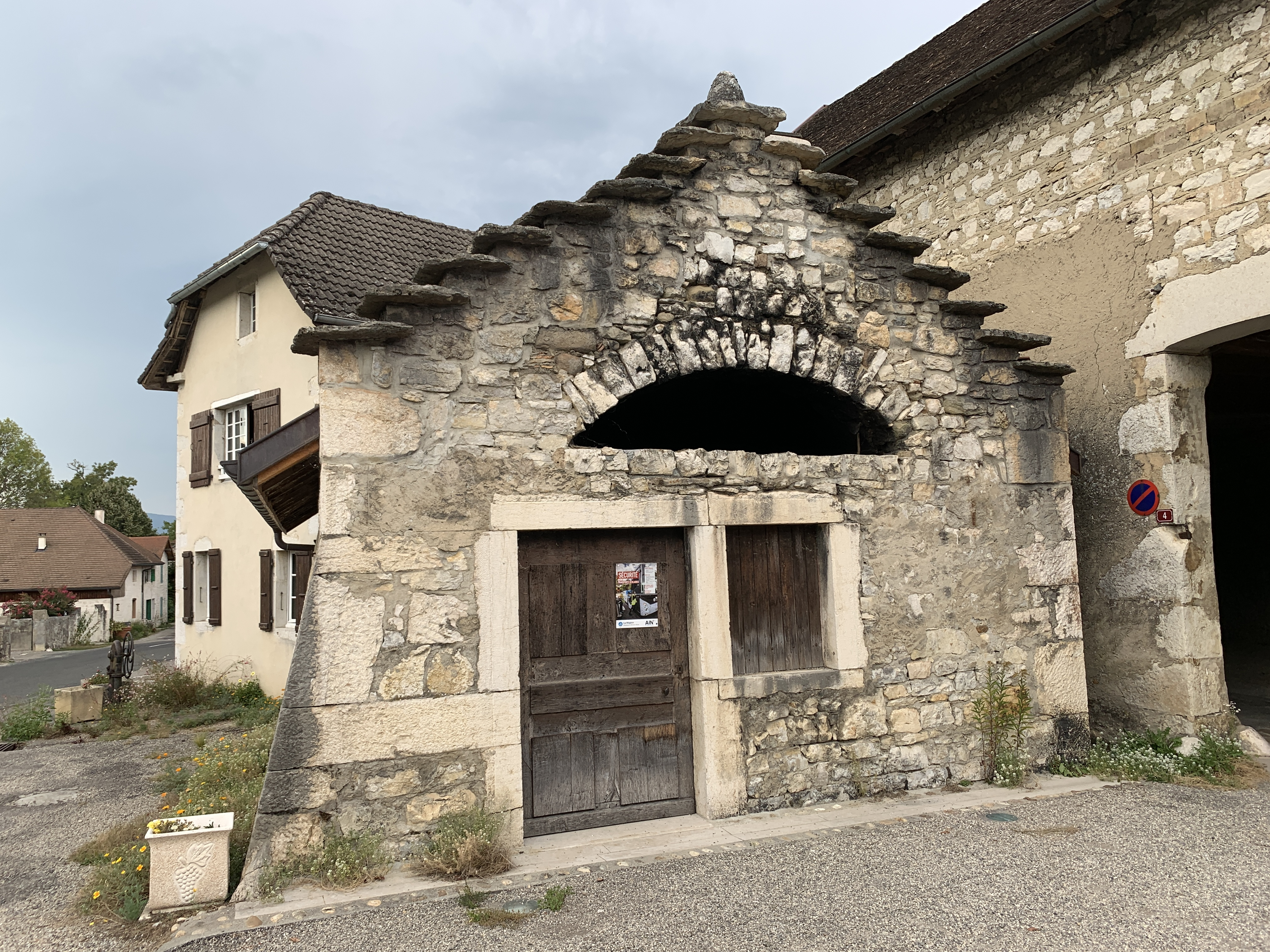
Ehemaliger öffentlicher Brotbackofen
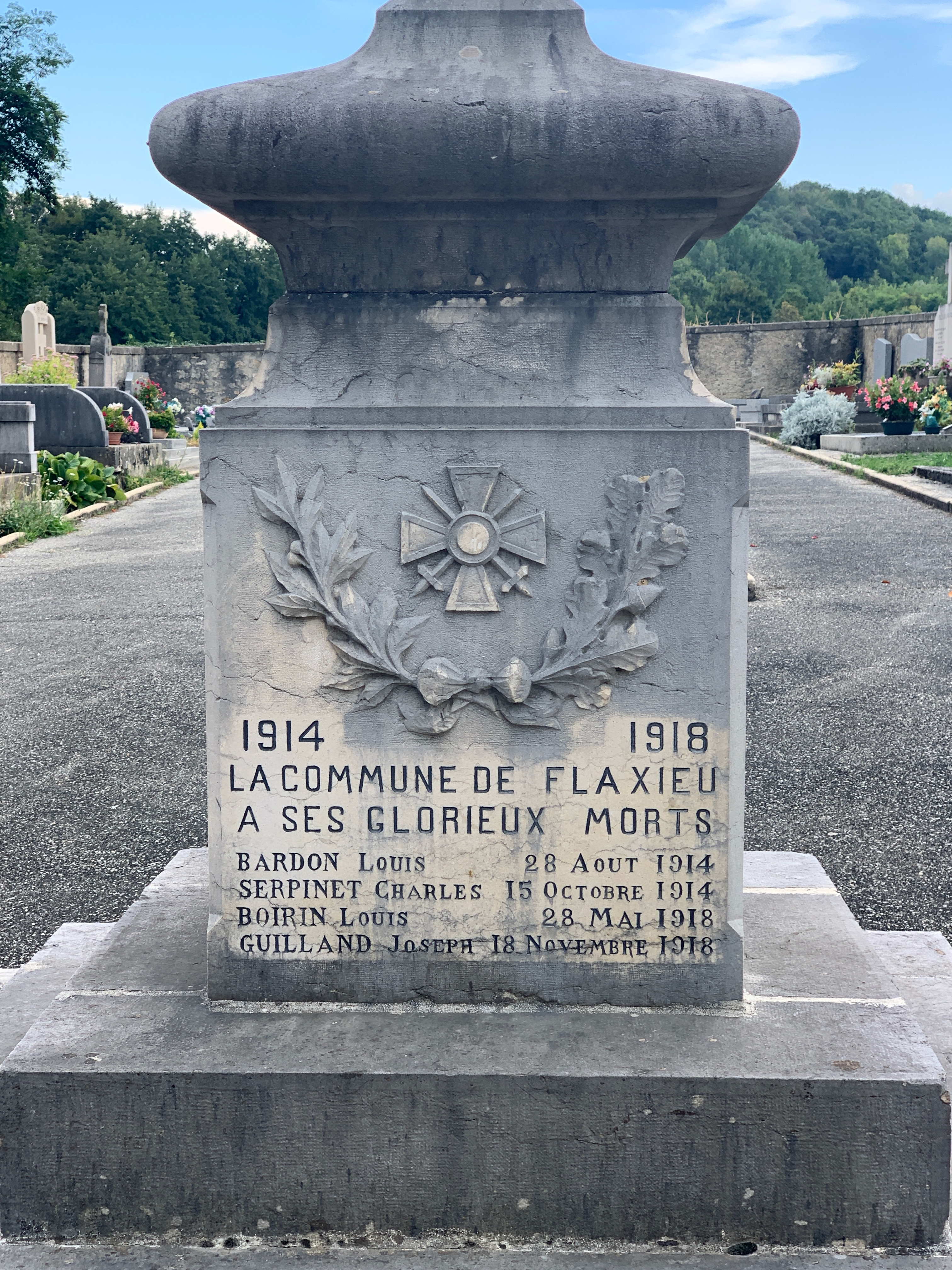
Gefallenendenkmal

## Wirtschaft
Die Reben in Flaxieu sind für die Herstellung des Vin du Bugey zugelassen.